# Cosmopolitan (tạp chí)
Cosmopolitan là tạp chí thời trang và giải trí hàng tháng của Mỹ dành cho phụ nữ, xuất bản lần đầu tiên có trụ sở tại Thành phố New York vào tháng 3 năm 1886. Trước đây nó có tên là The Cosmopolitan. Tạp chí Cosmopolitan là một trong những tạp chí bán chạy nhất và chủ yếu hướng đến khán giả nữ giới. Jessica Pels là tổng biên tập của tạp chí Cosmopolitan. Tạp chí này được xuất bản lần đầu tiên vào tháng 3 năm 1886 tại Hoa Kỳ với tư cách là một tạp chí gia đình; Sau đó nó được chuyển thành tạp chí văn học và từ năm 1965, nó đã trở thành tạp chí dành cho phụ nữ.
Tạp chí Cosmopolitan thường được gọi là " Cosmo", nội dung của nó tính đến năm 2011 bao gồm các bài báo thảo luận về các mối quan hệ, tình dục, sức khỏe, sự nghiệp, hoàn thiện bản thân, người nổi tiếng, thời trang, tử vi, và sắc đẹp. Tạp chí này được công ty Hearst Corporation có trụ sở tại Thành phố New York xuất bản. Cosmopolitan có 64 phiên bản quốc tế, bao gồm các phiên bản tiếng Armenia, Úc, Croatia, Estonia, Phần Lan, Pháp, Đức, Hy Lạp, Hungary, Mỹ Latinh, Malaysia, Trung Đông, Hà Lan, Na Uy, Bồ Đào Nha, Romania, Nga, Serbia, Singapore, Nam Phi, Tây Ban Nha, Thụy Điển và Vương quốc Anh . Tạp chí được in bằng 35 ngôn ngữ khác nhau và được phân phối tại hơn 110 quốc gia.
Tạp chí thời trang Cosmopolitan nằm ở Tháp Hearst, 300 West Đường 57 hoặc 959 Eighth Avenue, gần Columbus Circle, Midtown Manhattan, khu phố Manhattan ở Thành phố New York và các tạp chí thị trường nằm ở 32 Avenue of the Americas, 32 Sixth Avenue, Khu phố Tribeca của Manhattan ở Thành phố New York.

## Chuyên mục
Cosmopolitan bao gồm 7 chuyên mục chính:
- Love & Lust: Cosmo giới thiệu những thông tin hữu ích giúp bạn đọc cải thiện mối quan hệ tình yêu và chuyện phòng the. Nổi tiếng với cách viết thân thiện, Cosmo được nhiều độc giả coi như một người bạn gái thân thiết chia sẻ kinh nghiệm về những vấn đề khó nói nhất. Chuyên mục này trước đây có tên gọi là Yêu 24/7
- Hiểu chàng hơn: Đây là một trong những thế mạnh của Cosmo. Với những thông tin về phái mạnh, Cosmo giúp bạn đọc hiểu hơn về tâm lý, tính cách, thói quen, sở thích... của đàn ông. Từ đó, mối quan hệ với người khác phái được cải thiện theo chiều hướng tích cực.
- Cho chính bạn: Khác với phần lớn các tạp chí dành cho phụ nữ, Cosmo đặt bạn đọc là trung tâm, là ngôi sao cần được quan tâm trong từng bài viết. Chuyên mục "Cho chính bạn" giúp độc giả cải thiện công việc, cuộc sống và các mối quan hệ ngoài tình yêu. Chuyên mục này bao gồm những thông tin về tài chính, cuộc sống nơi công sở, du lịch, sức khỏe, khám phá khoa học... có ích cho đối tượng độc giả.
- Beauty: Những bí quyết làm đẹp của Cosmo giúp bạn đọc quyến rũ và tự tin hơn. Tất cả đều mang tính ứng dụng cao.
- Fashion: Cosmo giúp bạn đọc chọn sản phẩm phù hợp với túi tiền mà vẫn đẹp. Cách kết hợp trang phục giới thiệu trên Cosmo đều thể hiện tinh thần Quậy, Quái, Quyến rũ.
- Cosmo Life: Chuyên mục giúp đời sống tinh thần của bạn đọc trở nên phong phú hơn bằng những thông tin giải trí chọn lọc. Ngoài ra, Cosmo còn có bài viết về trang trí nội thất đơn giản, dễ thực hiện phù hợp với cuộc sống cô gái 3Q.
- Cosmo News & Celeb: Đây là loạt bài mở đầu Cosmo với những thông tin mới nhất về cuộc sống giới trẻ thành thị. Chuyên mục "Sống là vui" điển hình cho tinh thần Cosmo, bao gồm các tin cập nhật về cách yêu, sống, làm đẹp cá tính và mới nhất. Thông qua hình ảnh những nhân vật và ngôi sao nữ cá tính trong Cosmo Celeb, tạp chí muốn truyền cảm hứng đến bạn đọc về cách sống chủ động, không ngại khó khăn, định kiến.